# Санда (Савона)
Санда је насеље у Италији у округу Савона, региону Лигурија.
Према процени из 2011. у насељу је живело 455 становника. Насеље се налази на надморској висини од 147 м.